# Saint-Albert (Québec)
Pour les articles homonymes, voir Saint-Albert.
Saint-Albert (qui s'appelait Saint-Albert-de-Warwick jusqu'en 1997) est une municipalité du Québec située dans la municipalité régionale de comté d'Arthabaska et la région administrative Centre-du-Québec.

## Toponymie
Elle est nommée en l'honneur d'Albert le Grand.

## Géographie
La municipalité de Saint-Albert est située dans le bassin versant du lac Saint-Pierre. 
La rivière Nicolet la traverse d'est en ouest.
La rivière des Rosiers y coule du sud vers le nord-ouest jusqu'à sa confluence avec la rivière Nicolet.
La Rivière des Pins en traverse le sud-est en coulant vers le nord jusqu'à sa confluence avec la rivière Nicolet. 
La route 122 reliant Victoriaville et Drummondville traverse la localité. Une extrémité de l'autoroute 955 vers Trois-Rivières se trouve à Saint-Albert.

## Démographie
| 1996  | 2001  | 2006  | 2011  | 2016  | 2021  |
| ----- | ----- | ----- | ----- | ----- | ----- |
| 1 430 | 1 475 | 1 501 | 1 526 | 1 601 | 1 640 |

## Administration
Les élections municipales se font en bloc pour le maire et les six conseillers.
| Saint-Albert Maires depuis 2001                                                                                      |                    |                 |          |
| Élection | Maire              | Qualité         | Résultat |
| 2001 | Jean-Marie Landry  |                 | Voir     |
| 2005 | Alain St-Pierre    |                 | Voir     |
| 2009 | Alain St-Pierre    | Voir            |          |
| 2013 | Alain St-Pierre    | Voir            |          |
| 2017 | Alain St-Pierre    | Voir            |          |
| 2021 | Aucune candidature |                 | Voir     |
| nov. 2021 | Claude Thibodeau   |                 | Voir     |
| mai 2023 | Dominique Poulin   | Maire suppléant | Voir     |
| août 2023 | Francis Lacharité  | Maire suppléant | Voir     |
| sept. 2023 | Dominique Poulin   |                 | Voir     |
| Élection partielle en italique Depuis 2005, les élections sont simultanées dans toutes les municipalités québécoises |                    |                 |          |

## Églises
L'Église catholique Saint Albert, dont la paroisse est rattachée au diocèse de Nicolet, est situé sur la rue Principale.

## Éducation
L'École primaire Amédée Boisvert est rattachée au Centre de services scolaire des Bois-Francs. Elle est située au 1147, rue du Couvent. 

## Personnalités

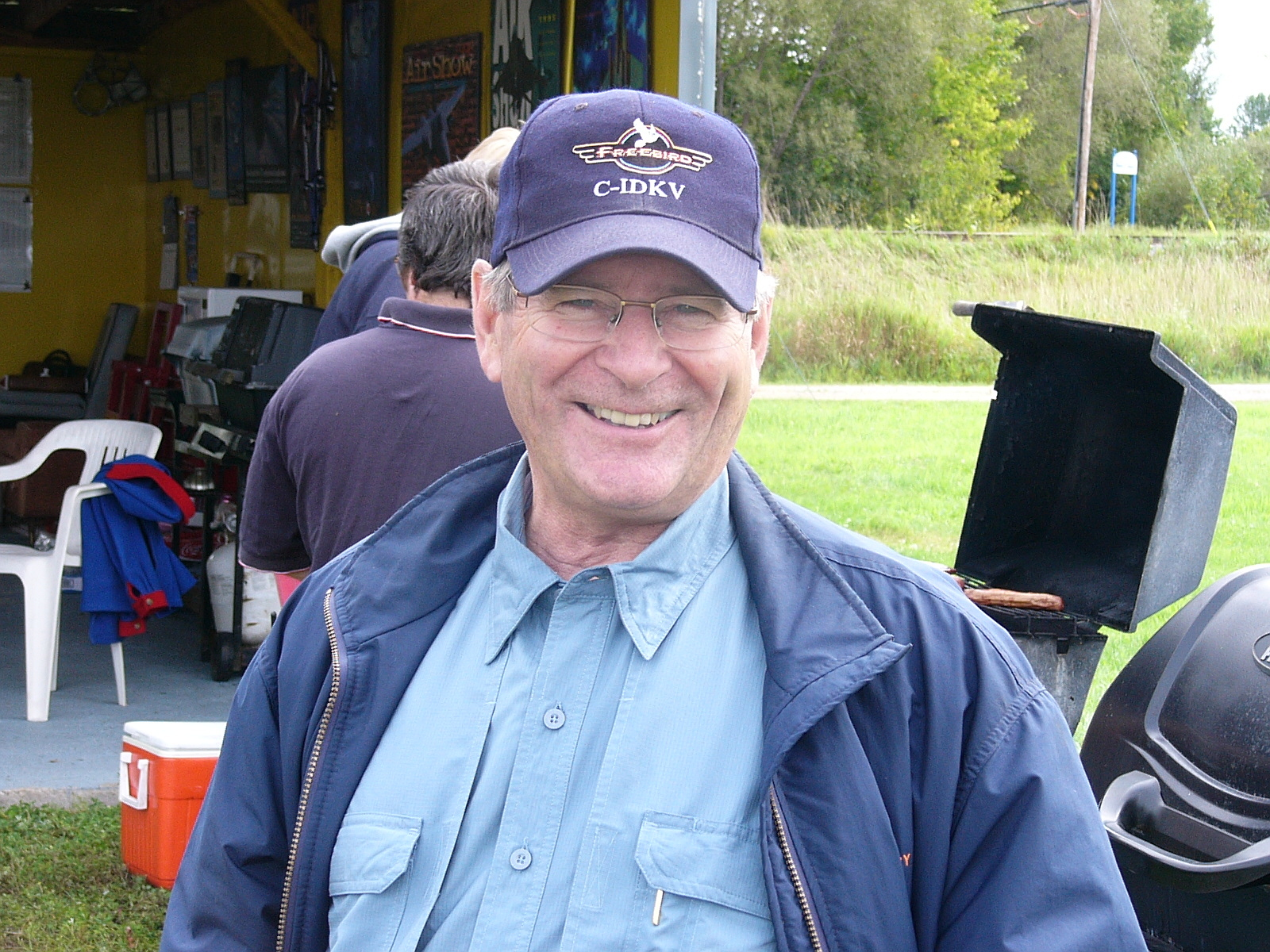
Maurice Baril

- Maurice Baril, chef d'État-Major de la Défense du Canada de 1997 à 2001